# Лукас (Огайо)
Лукас (англ. Lucas) — селище (англ. village) в США, в окрузі Ричленд штату Огайо. Населення — 589 осіб (2020).

## Географія
Лукас розташований за координатами 40°42′13″ пн. ш. 82°25′28″ зх. д. / 40.70361° пн. ш. 82.42444° зх. д. (40.703625, -82.424475).  За даними Бюро перепису населення США в 2010 році селище мало площу 1,78 км², з яких 1,78 км² — суходіл та 0,00 км² — водойми.

## Демографія
Згідно з переписом 2010 року, у селищі мешкало 615 осіб у 237 домогосподарствах у складі 176 родин. Густота населення становила 345 осіб/км².  Було 269 помешкань (151/км²).
Расовий склад населення:
| - 98,0 % — білих - 0,3 % — чорних або афроамериканців |

До двох чи більше рас належало 1,6 %. Частка іспаномовних становила 0,0 % від усіх жителів.
За віковим діапазоном населення розподілялося таким чином: 29,1 % — особи молодші 18 років, 59,2 % — особи у віці 18—64 років, 11,7 % — особи у віці 65 років та старші. Медіана віку мешканця становила 34,9 року. На 100 осіб жіночої статі у селищі припадало 96,5 чоловіків;  на 100 жінок у віці від 18 років та старших — 93,8 чоловіків також старших 18 років.
Середній дохід на одне домашнє господарство  становив 52 897 доларів США (медіана — 45 000), а середній дохід на одну сім'ю — 59 649 доларів (медіана — 58 750). Медіана доходів становила 38 462 долари для чоловіків та 32 308 доларів для жінок. За межею бідності перебувало 14,0 % осіб, у тому числі 20,7 % дітей у віці до 18 років та 2,9 % осіб у віці 65 років та старших.
Цивільне працевлаштоване населення становило 304 особи. Основні галузі зайнятості: освіта, охорона здоров'я та соціальна допомога — 34,9 %, виробництво — 13,8 %, мистецтво, розваги та відпочинок — 10,2 %, транспорт — 7,9 %.